# René Vigliani
René Vigliani (Arles, 1929. július 24. – 2022. október 30.) francia nemzetközi labdarúgó-játékvezető.

## Pályafutása

### Nemzeti játékvezetés
A játékvezetői vizsgát 1959-ben tette le, 1963-ban lett hazája legfelső szintű labdarúgó-bajnokságának játékvezetője. Az aktív nemzeti játékvezetéstől 1978-ban vonult vissza.

#### Nemzeti kupamérkőzések
Vezetett Kupa-döntők száma: 1.

##### Francia Kupa
| Időpont          | Helyszín                         | Mérkőzés típusa | Mérkőzés                            | Eredmény | Nézők száma |
| ---------------- | -------------------------------- | --------------- | ----------------------------------- | -------- | ----------- |
| 1971. június 20. | Yves-du-Manoir Stadion, Colombes | döntő           | Stade Rennais FC–Olympique Lyonnais | 1 : 0    | 46 801      |

### Nemzetközi játékvezetés
A Francia labdarúgó-szövetség Játékvezető Bizottsága (JB) 1967-ben terjesztette fel nemzetközi játékvezetőnek, a Nemzetközi Labdarúgó-szövetség (FIFA) bíróinak keretébe. Több nemzetek közötti válogatott és klubmérkőzést vezetett. A francia nemzetközi játékvezetők rangsorában, a világbajnokság-Európa-bajnokság sorrendjében többedmagával a 26. helyet foglalja el 2 találkozó szolgálatával. Az aktív nemzetközi játékvezetéstől 1978-ban búcsúzott.

#### Európa-bajnokság
Az európai-labdarúgó torna döntőjéhez vezető úton Belgiumba a IV., az 1972-es labdarúgó-Európa-bajnokságra az Európai Labdarúgó-szövetség (UEFA) JB játékvezetőként foglalkoztatta.
| Időpont              | Helyszín                     | Mérkőzés típusa           | Mérkőzés                   | Eredmény | Nézők száma |
| -------------------- | ---------------------------- | ------------------------- | -------------------------- | -------- | ----------- |
| 1975. május 18.      | Központi Stadion, Kijev      | előselejtező (6. csoport) | Szovjetunió–Észak-Írország | 2 : 1    | 84 480      |
| 1975. szeptember 24. | Népstadion Stadion, Budapest | előselejtező (2. csoport) | Magyarország–Ausztria      | 2 : 1    | 31 270      |

#### Nemzetközi kupamérkőzések

##### Európa-kupa
Az UEFA JB 1974-ben megbízta a Ferencváros – Liverpool kupatalálkozó egyik mérkőzésének koordinálásával.
| Időpont           | Helyszín                    | Mérkőzés típusa         | Mérkőzés              | Eredmény | Nézők száma |
| ----------------- | --------------------------- | ----------------------- | --------------------- | -------- | ----------- |
| 1974. november 5. | Üllői úti Stadion, Budapest | selejtező (2. mérkőzés) | Ferencváros–Liverpool | 0 : 0    | 30 000      |

## Magyar vonatkozás
Argentínába a XI., az 1978-as labdarúgó-világbajnokságra utazó csapat Angliában felkészülési mérkőzést játszott. Ez a találkozó az 528. nemzetközi mérkőzés volt.
| Időpont         | Helyszín                | Mérkőzés típusa           | Mérkőzés            | Eredmény | Nézők száma |
| --------------- | ----------------------- | ------------------------- | ------------------- | -------- | ----------- |
| 1978. május 24. | Wembley Stadion, London | előselejtező (7. csoport) | Anglia–Magyarország | 1 : 1    | 74 000      |